# マナティ (プエルトリコ)
マナティ（Manatí、スペイン語発音：[manaˈti]）は、プエルトリコの北海岸にある都市であり自治体である。モロビスとシアレスの北、フロリダとバルセロネータの東、ベガ・バハの西に位置する。マナティには8つのバリオがあり、ダウンタウンと行政の中心であるマナティ・バリオ・プエブロがある。サンフアン・カロリーナ・カグアス都市圏に属する。

## 歴史
マナティは1738年にドン・ペドロ・メネンデス・バルデスによって建設された。イグレシア・ヌエストラ・セニョーラ・デ・ラ・カンデラリア教会は17世紀に建てられ、現在もその場所にある。マナティはラ・シウダード・メトロポリターナ（メトロポリタン都市）、またラス・アテナス・デ・プエルトリコ（プエルトリコのアテネ）としても知られている。
町が発展した時代、町長はホセ・オーレットであった。マヌアタボン川のマナティ地区を金鉱探しの最初の場所として特定したのは、フアン・ポンセ・デ・レオンであった。オーレット一族は、パイナップル、サトウキビ、グリーンバナナが豊富な広大な土地を所有していた。1985年、オーレット家はこの土地を政府に売却する取引を行った。
1853年、この地域は鉱業から農業へと大きく転換し、特にサトウキビの栽培と加工に重点を置くようになった。砂糖の需要と国際市場での高騰が相まって、サトウキビはこの地域の主要な商品作物として確固たる地位を築いた。さらに、この時期には大工仕事も盛んになった。当時、町は280の住宅、2つの公共広場、8つの通り、50人の生徒を擁する学校から成っていた。
プエルトリコは米西戦争の後、1898年のパリ条約によりスペインから割譲され、アメリカ合衆国の領土となった。1899年、アメリカ陸軍省はプエルトリコの国勢調査を行い、マナティの人口は13,989人であると結論づけた。2017年9月20日、ハリケーン・マリアがプエルトリコを襲った。マナティでは、ハリケーンはかなりの壊滅的被害をもたらし、約1,500軒の住宅が倒壊または損壊した。高速道路は瓦礫の堆積と洪水により通行不能となり、多くのコミュニティが孤立し、通信手段を失った。リオ・グランデ・デ・マナティ川の決壊により、約70軒の住宅を含む多くの建造物が破壊された。